# Джонні Логан
Джо́нні Ло́ган (англ. Johnny Logan; справжнє ім'я Шон Патрік Майкл Шеррард О'Геган (англ. Seán Patrick Michael Sherrard O’Hagan; нар. 13 травня 1954, Френкстон, Австралія) — ірландський співак і композитор. Дворазовий переможець Пісенного конкурсу Євробачення (у 1980 та 1987 роках).

## Біографія

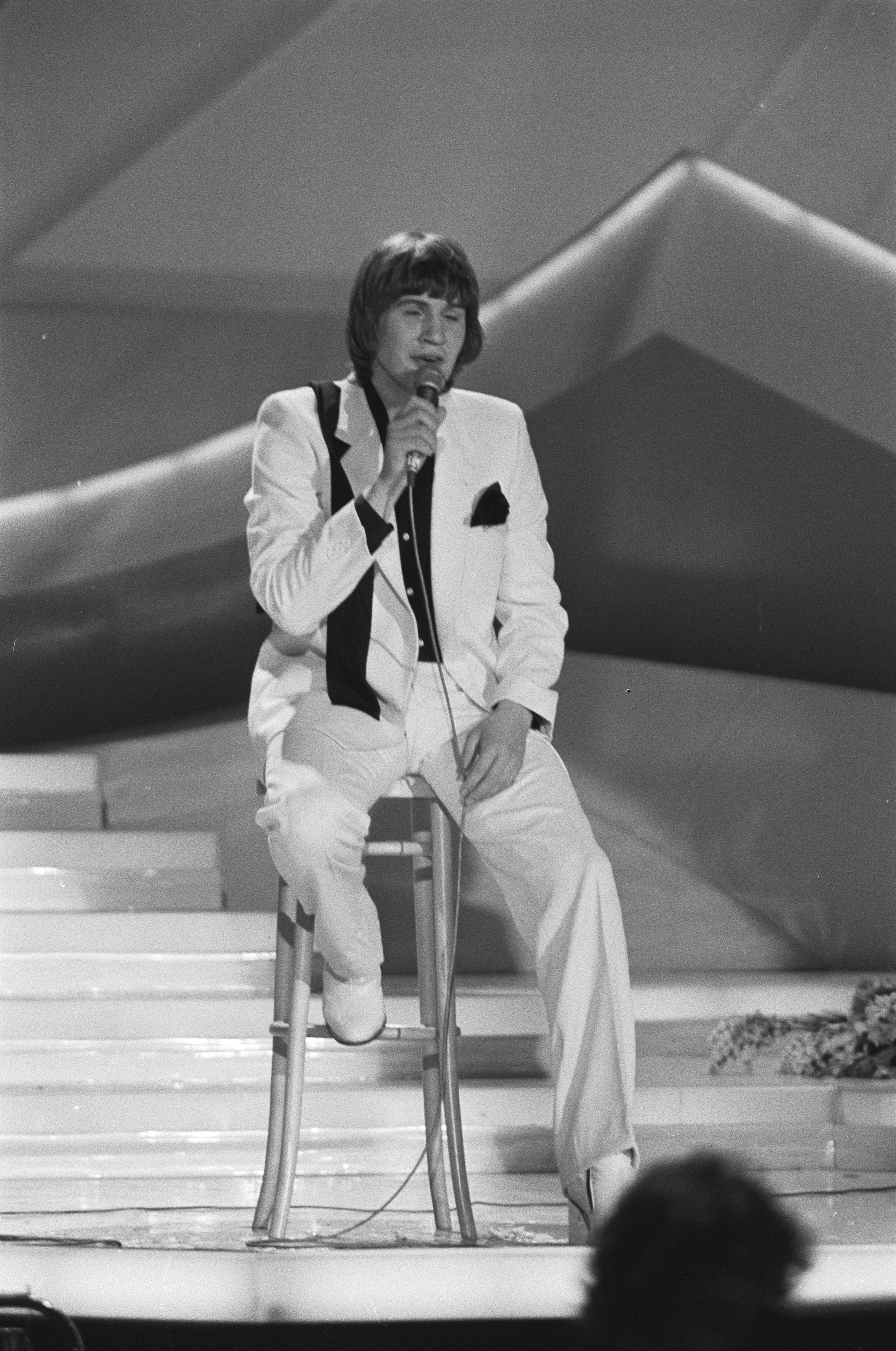
Джонні Логан на своєму першому Євробаченні у 1980

Народився в сім'ї ірландського тенора Патрика О'Гегана, неодноразово виступав у Білому домі перед трьома президентами США. У трирічному віці разом з батьками переїхав до Ірландії. 1977 року виконав головну партію в мюзиклі «Адам і Єва». Прийнявши сценічний псевдонім Джонні Логан, 1978 року випустив свій перший сингл. 1979 року виграв національний конкурс пісні і був визнаний читачами газети Connaught Telegraph кращим співаком країни[якої?].
Став переможцем Пісенного конкурсу Євробачення 1980 з піснею «What's Another Year?», яка згодом посіла перше місце в британському чарті. Знову брав участь у Євробаченні 1987 року з піснею «Hold Me Now» і здобув другу перемогу. 1992 року написана Логаном пісня «Why Me?» у виконанні Лінди Мартін посіла перше місце на Євробаченні. Завдяки такому успіху Логан отримав призвісько «Містер Євробачення».
Протягом своєї кар'єри випустив понад 40 синглів і 19 альбомів. Вів власне телешоу на BBC під назвою Johnny Logan and Friends. Зайняв третє місце в рейтингу кращих виконавців Євробачення за 50 років з піснею «Hold Me Now». Продовжує активну творчу діяльність.

## Дискографія
- 1979 — In London (виданий в Ірландії)
- 1980 — Same (виданий в Ірландії)
- 1980 — What’s Another Year (виданий в Ірландії)
- 1980 — The Johnny Logan Album (виданий у Нідерландах)
- 1980 — Johnny Logan (виданий у Великій Британії)
- 1985 — Straight from the Heart (виданий у Нідерландах)
- 1987 — Hold Me Now (виданий  у Нідерландах)
- 1989 — Mention My Name (виданий у Німеччині)
- 1989 — What’s Another Year (виданий у Нідерландах)
- 1990 — What’s Another Year – Erfolge (виданий у Німеччині)
- 1990 — Love Songs (виданий в Ірландії)
- 1992 — Endless Emotion (виданий у Німеччині)
- 1994 — Living for Loving (виданий у Великій Британії)
- 1996 — I’m No Hero (виданий у Німеччині)
- 1996 — Reach Out (виданий у Німеччині)
- 1997 — Living for Loving (виданий у Німеччині)
- 1997 — Reach Out (New Version) (виданий у Німеччині)
- 1998 — What’s Another Year (виданий у Німеччині)
- 1999 — Love Is All (виданий у Німеччині)
- 2001 — Reach for Me (виданий у Німеччині та Данії)
- 2001 — Save this Christmas for Me (виданий у Данії)
- 2003 — We All Need Love (виданий у Данії)
- 2004 — We All Need Love (виданий у Німеччині)
- 2005 — The Best of Johnny Logan (виданий в ЄС)
- 2007 — Johnny Logan & Friends: The Irish Connection (виданий у Данії)
- 2008 — Irishman in America (виданий у Данії)
- 2010 — Nature of Love (виданий у Німеччині)